# Större strandpipare
Större strandpipare (Charadrius hiaticula) är en vadarfågel i familjen pipare. Den har en vid utbredning i norra Europa och Asien samt i nordöstra Kanada. Vintertid flyttar den till södra Europa, Afrika samt östra, södra och sydvästra Asien. Arten minskar i antal, men IUCN kategoriserar den ändå som livskraftig.

## Utseende och läte

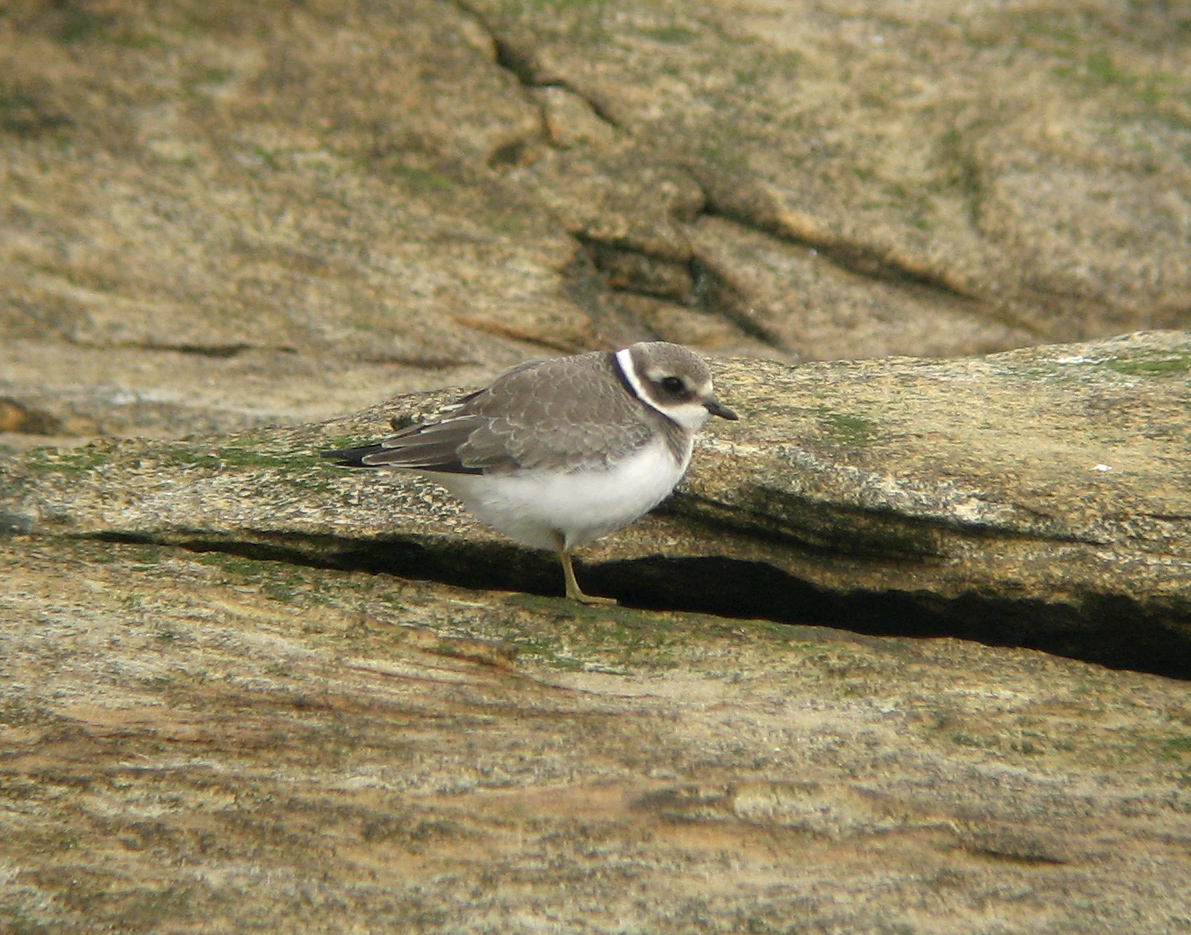
En juvenil större strandpipare

Den större strandpiparen är mycket lik sin släkting mindre strandpipare, men är förstås större. En adult större strandpipare är 17–19,5 centimeter lång, har ett vingspann på 35–41 centimeter och väger 40–80 gram.
Ryggen är gråbrun och undersidan vit. Den korta näbben är mörk framtill och gul baktill. Benen är gulaktigt färgade och ögonen svarta. Den främre delen av huvudet är svart-vitt tecknad. Den har också ett bred svart halsring. Till skillnad från mindre strandpiparen har större strandpiparen vitt vingband, som man tydligt kan se i flykten. Hanar och honor har samma färgning.
Nominatformen C. h. hiaticula (se nedan) är större och blekare än C. h. tundrae . Underarten psammodromus är färg- och storleksmässigt en mellanform.
Lock- och varningslätet är ett tvåstavigt "tu-ipp".
Den amerikanska närbesläktade arten flikstrandpipare (C. semipalmatus) är mycket lik större strandpipare. Den mest karakteristiska men också svårobserverade egenskapen hos arten är artens tydliga simhud mellan alla tår, därav namnet. Näbben är också kortare, kroppsformen slankare och bröstbandet smalare. Hanen saknar vanligen också större strandpipare-hanens vita ögonbryn bakom ögat. Lätena skiljer sig tydligt, dels en snabb uppåtgående vissling med betoning på andra stavelsen "tjuvi" (ej första), dels ett utdraget "tjy-viih".

## Utbredning och systematik
Större strandpiparen häckar i norra Eurasien och nordöstra Kanada. Merparten är flyttfåglar och vintertid förekommer den i södra Europa, Afrika, vid Indiska oceanen, i sydvästra Asien och i Japan. International Onrnithological Congress (IOC) liksom svenska Birdlife Sverige delar in den i tre underarter med följande utbredning:
- C. h. psammodromus (Salomonsen 1930) – häckar i Arktis i norra Atlanten, sporadiskt på Ellesmereön och Baffinön i nordöstra Kanada samt på Grönland, Island, Färöarna och Svalbard
- Sydlig större strandpipare[6] (C. h. hiaticula) – häckar i tempererade områden i östra Nordatlanten, från Brittiska öarna och nordvästra Frankrike till södra Skandinavien och Baltikum; liksom psammodromus är den stannfågel eller kortflyttare till sydvästra Europa och i norra och västra Afrika
- Tundrastrandpipare[6] (C. h. tundrae) (Lowe 1915) – häckar i norra Skandinavien, norra Ryssland, och österut till Beringsund, inklusive Novaja Zemlja och Nysibiriska öarna samt oregelbundet på St. Lawrence Island; flyttfågel som övervintrar från Egypten till Sydafrika i Afrika, vid Indiska oceanen, i sydvästra Asien och i Japan.

Clements m.fl. inkluderar psammodromus i nominatformen.

### Förekomst i Sverige
Större strandpipare häckar på sandiga eller grusiga stränder längs hela den svenska kusten. Den häckar även på alvarmark på Öland och Gotland samt på hedmark i fjällens lav- och övre videbälte. I inlandet häckar arten sparsamt från norra Härjedalen till Torne lappmark. Fåglar i södra Sverige är nominatformen, men de i fjällen och Norrlands inland är underarten tundrae.

## Släktskap
Större strandpipare är inte särskilt nära släkt med mindre strandpipare. Den utgör del av en huvudsakligen amerikansk grupp pipare, förvånande nog närmast flöjtstrandpipare, inte den närmast nog identiska arten flikstrandpipare som istället är systerart till dessa två. Denna trio står i sin tur närmast skriktstrandpiparen.

## Ekologi
Större strandpipare häckar huvudsakligen vid karga, vegetationslösa havskuster men i fjälltrakter häckar de även vid vattensamlingar i inlandet. Den livnär sig av maskar, snäckor, kräftdjur, spindlar, insekter och deras larver. Den kan bli upp till elva till tolv år gammal.

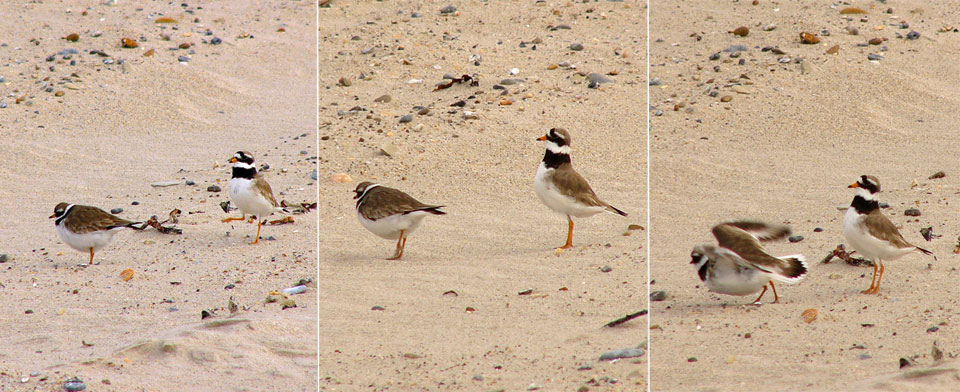
En hane uppvaktar en hona under häckningssäsongen.

Större strandpiparen blir könsmogen efter ett år och häckar från maj till augusti. Boet är en grop på marken med små stenar runt. Honan lägger fyra sandfärgade, mörkfläckiga ägg som ruvas av båda föräldrarna i 23 till 25 dagar tills de kläcks. Efter tre till fyra veckor är ungfåglarna flygfärdiga. Om en inkräktare hotar att angripa boet lockar föräldrarna den i en annan riktning för att skydda ungarna. 

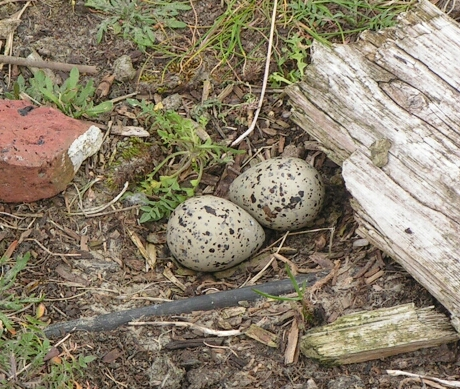
Bo med ägg av större strandpipare.

## Större strandpipare och människan

### Status och hot
Arten har ett stort utbredningsområde och en stor population, men tros minska i antal, dock inte tillräckligt kraftigt för att den ska betraktas som hotad. IUCN kategoriserar därför arten som livskraftig (LC). Världspopulationen uppskattas till cirka 415 000–1,4 miljoner individer. I Europa tros det häcka 140 000–213 000 par.
Viktiga rastlokaler för större strandpipare utmed Östersjöns kuster hotas av oljeutsläpp, dränering av våtmarker och igenväxning. Arten är också mottaglig för fågelburen botulism och kan därför påverkas av framtida utbrott. I vissa områden drabbas den också av predation från mink.

#### Status i Sverige
I Sverige tros den öka i antal och populationen anses livskraftig.

### Namn
Större strandpipare kallades förr i Skåne för sandrulling eller gryll medan den på Gotland kallades grill och på Fårö för miena. Andra föråldrade namn är större strandrulling, tilla eller tillika. De två senare namnen, precis som finskans tylli, refererar till ett av dess läten. På samiska heter den bovedak. I Svante Lundgrens bok Kameran i naturen från 1954 omskrivs större strandipare som tundrapipare. Utmed delar av Norrlandskusten har istället drillsnäppan dialektalt kallats för strandpipare.
Det vetenskapliga artnamnet hiaticula betyder "ravinboende", efter latinets hiatus för "ravin" eller "klyfta" och ändelsen -cola, "invånare", alltså en latinsk direkt motsvarighet till släktnamnet Charadrius som är grekiska med samma betydelse.